# Roman Janál
Roman Janál (* 14. července 1964 Trenčín) je český barytonista. Pravidelně vystupuje v Národním divadle v Praze, Brně i Ostravě. Vystupuje na domácích i zahraničních hudebních festivalech (Pražský podzim, Smetanova Litomyšl, Festival Pontes, Dny B. Martinů v Londýně, Festival B. Martinů v Amsterdamu, Česko-saský hudební festival, Europalie v Amsterdamu a Bruselu).

## Operní role
- 2011 Antonín Dvořák: Jakobín, Bohuš z Harasova, Národní divadlo, režie Jiří Heřman
- 2012 Marko Ivanovič: Čarokraj, Papouš, Národní divadlo, režie Petr Forman
- 2013 Christoph Willibald Gluck: Orfeus a Eurydika, Orfeus, Národní divadlo, režie Hartmut Schörghofer
- 2013 Wolfgang Amadeus Mozart: Don Giovanni, Don Giovanni, Národní divadlo Brno, režie Bruno Berger-Gorski

## Ocenění
- Cena Thálie (1999) za roli Polluxe v inscenaci Rameauvy opery "Castor a Pollux" v Národním divadle.
- Je absolutním vítězem Mezinárodní pěvecké soutěže Antonína Dvořáka v Karlových Varech (1995).